# Ruellia otaviensis
Ruellia otaviensis là một loài thực vật có hoa trong họ Ô rô. Loài này được P.G.Mey. miêu tả khoa học đầu tiên năm 1956.